# Barcasági Szász Múzeum
A Barcasági Szász Múzeum (németül: Burzenländer Sächsische Museum) egy brassói természettudományi, helytörténeti, és néprajzi múzeum volt, melynek története a 19. századra nyúlik vissza, és a Brassó Megyei Történeti Múzeum elődjének tekinthető. 1908-ban alapították, a két világháború között Erdély legfontosabb múzeuma volt. 1948-ban megszüntették, a gyűjtemények nagy része elpusztult.

## Története

### Megalakulása
A 19. században mind több utazó látogatta meg Brassót, de a Fekete templom szőnyeggyűjteményén kívül nem volt lehetőségük tárgyi emlékek megtekintésére. A legelső próbálkozás egy nyilvános múzeumi gyűjtemény létrehozására 1895-ben történt, mikor néhány szász polgár megalapította a Brassói Régiségmegőrző Egyesületet (Verein zur Erhaltung Kronstädter Altertümer), ám ez 1897-ben feloszlott (helyét később átvette a Sebastian Hann egyesület).
1908. február 3-án a Verein für siebenbürgische Landeskunde szász honismereti egyesület indítványozására megalakult a Brassói Gyűjtők Egyesülete (Vereinigung Kronstädter Sammler). Alapító tagjai Julius Teutsch iparos és gyógyszerész, Gustav Treiber városi főmérnök és régész, Friedrich Deubel mészáros és entomológus, Eduard Julius Lehmann litográfus, és Franz Podek adótiszt. Az alapító tagok saját gyűjteményeikkel járultak hozzá a múzeum létrehozásához.
A Brassói Gyűjtők Egyesületének Múzeuma 1908. július 12-én nyílt meg a Rózsapiac (ma Piața George Enescu) 6. szám alatt. A két teremben csak kevés tárgyat tudtak kiállítani, így szeptember 29-én a Lópiac (ma Strada George Barițiu) 2. szám alatti házban további négy termet béreltek, és 1909 áprilisában megnyitották. A Honterus líceum további darabokat adományozott a múzeumnak, mely hamarosan európai szinten ismert kulturális intézmény lett. 1912-ben felvette a Barcasági Szász Múzeum nevet. 1913-ban az evangélikus közösség a múzeum rendelkezésére bocsátotta a Johannes Honterus Líceum B épületének második emeletét, melyen tizenegy kiállítótermet és egy könyvtárat nyitottak, továbbá a Takácsok bástyáját, ahol régészeti leleteket és mezőgazdasági szerszámokat állítottak ki.
Az első világháború alatt a gyűjtemények egy részét Budapestre menekítették, később csak egy részét kapták vissza ezeknek.

### Fénykora
A háború miatt a múzeum csak 1920-ban tudta folytatni működését. Mivel a líceum emeletén elég hely állt rendelkezésre, a gyűjteményeket folyamatosan bővítették. Julius Römer botanikus a múzeumnak adta herbáriumát, Friedrich Deubel pedig több, mint tízezer darabot számláló lepke- és bogárgyűjteményét. Erich Jekelius és Franz Podek kőzet- és ásványkollekciókat adományozott, Heinz Schiel jégkorszaki leleteket, Eduard Scheeser és Otto von Albrichsfeld rovarokat. A támogatók között volt még Adolf Resch ékszerész, Gustav Theiss kereskedő, Emil von Bömches olimpiai sportoló. A kiállított darabok mellett mindig feltüntették az adományozó nevét is. 1925-ben Richard Jacobi erdőmérnök átrendezte a kiállításokat, és kitömött madarakkal bővítette a gyűjteményt.
A Barcasági Szász Múzeum tevékenységének köszönhetően Brassó ebben az időben az régészeti kutatás egyik központja volt, és külföldi múzeumokkal is együttműködött; ők végezték többek között Brassovia várának feltárását. A gyűjtemények tanulmányozásának elősegítésére német, magyar, és román nyelvű ismertetőket adtak ki. 1936–1944 között folyóiratot jelentettek meg (Mitteilungen des Burzenlănder Săchsischen Muzeums), melyben tudományos cikkeket közöltek.
1936-ban elhunyt Julius Teutsch, az intézmény gondnoka; utódja Erich Jekelius lett, őt Alfred Prox követte. 1937-ben a Barcasági Szász Múzeum az evangélikus közösség tulajdonába került, nevét Barcasági Múzeumra (Burzenländer Museum) változtatták.

### Pusztulása
A múzeum végét a második világháború jelentette. 1942-ben a Romániában állomásozó németek a Gleichschaltung jegyében kisajátították a gyűjteményeket, majd az amerikai bombázásoktól tartva Höltövényre szállították őket. Itt a szakszerűtlen tárolás és hozzá nem értés miatt nagy részük tönkrement (például 16. századi okmányokat és kódexlapokat a helyi mészáros hús és kolbász csomagolására használt fel). Az őstörténeti gyűjteményeknek nyoma veszett.
A Honterus líceum épülete 1944-ben szovjet katonakórházként szolgált, majd 1946-ban az állami vasúttársaság költözött ide.
A hatalomra kerülő kommunisták 1948-ban megszüntették az intézményt (Brassó máig az egyetlen romániai nagyváros, ahol nincs természettudományi múzeum) és összegyűjtötték a megmaradt kiállítási darabokat. Egy részüket az akkor megalakuló erdészeti intézetnek (Institutul de Silvicultură; jelenleg a Transilvania Egyetem kara) adták; ezek nagy része hanyagság miatt megsemmisült (a kőzeteket és ásványokat például a tanulók gyakorlati munkáihoz használták fel, tönkretéve azokat). A többi darabbal 1949-ben megalapították a Brassói Állami Múzeumot.
1996-ban az elpusztult, tönkrement, ellopott gyűjtemények értékét 3 millió márkára becsülték, megjegyezve, hogy eszmei értékük felbecsülhetetlen volt.

## Leírása
A múzeum jelmondata Forschen, Sammeln, Lehren (kutatni, gyűjteni, oktatni) volt. Az 1930-as években napi két órát tartott nyitva, és évente 3000 ember látogatta meg.
A Honterus líceum épületében tizenegy kiállítóterem volt:
- I. A 17. századi brassói városerőd 1:200-as léptékű makettje, mely jelenleg a Takácsok bástyájában van kiállítva; továbbá régi képek, érmék, zászlók, népviselet, céhekhez és szomszédságokhoz köthető tárgyak
- II. A teutonok megtelepedéséhez köthető tárgyak, fegyverek és páncélok, cégtáblák, a nagy tűzvész előtti időből megmaradt ereklyék
- IIIa. Könyvtár több mint 4000 művel, érmegyűjtemény
- IIIb. Régi templomi tárgyak: oltárok, imakönyvek, papi ruhák, kegytárgyak, képek és szobrok
- IV. Jekelius-terem: geológiai kiállítás
- V. Kitömött madarak
- VI. Deubel-terem: preparált rovarok, kétéltűek, hüllők
- VII. Őstörténet, az aurignaci kultúra leletei, kő- és csontszerszámok, festett kerámia
- VIII. Néprajzi kiállítás: szász, román, székely, cigány népművészet
- IX. Kitömött emlősök
- X. Römer-terem: botanikai kiállítás
- XI. Szász hagyományok